# 福井県道22号上中田烏線
福井県道22号上中田烏線（ふくいけんどう22ごう かみなかたがらすせん）は福井県三方上中郡若狭町と小浜市を結ぶ県道（主要地方道）である。

## 概要
若狭町内で起点から2本に分岐しており、非常にややこしい構造をしている県道である。国道27号と国道162号を結ぶ役割を担っており、どちらかが通行不能となった場合の迂回路としての役割を担っている。
2代目田烏トンネルは1981年（昭和56年）7月18日に開業し、初代田烏トンネルを有していた狭隘な旧道は2代目トンネル開業後ほどなくしてから廃道になった。

### 路線データ
- 起点：福井県三方上中郡若狭町井ノ口（国道27号交点）
- 終点：福井県小浜市田烏（国道162号交点）

## 歴史
- 1993年（平成5年）5月11日 - 建設省から、県道上中田烏線が上中田烏線として主要地方道に指定される[2]。

## 路線状況

### 重複区間
- 福井県道24号小浜上中線（三方上中郡若狭町井ノ口 - 三方上中郡若狭町若狭テクノバレー）

## 地理

### 通過する自治体
- 三方上中郡若狭町
- 小浜市

### 交差する道路
- 国道27号（三方上中郡若狭町井ノ口・井ノ口交差点、起点）
- 福井県道24号小浜上中線（三方上中郡若狭町若狭テクノバレー・テクノバレー入口交差点）
- 福井県道218号新道安賀里線（三方上中郡若狭町脇袋・瓜生小学校南交差点）
- 国道27号（三方上中郡若狭町脇袋・脇袋北交差点）
- 舞鶴若狭自動車道 若狭上中IC（三方上中郡若狭町三田）
- 福井県道217号海士坂鳥浜線（三方上中郡若狭町海士坂）
- 国道162号（小浜市田烏、終点）

### 沿線にある施設など
- JR大鳥羽駅
- JR若狭有田駅